# Orientering (mental förmåga)

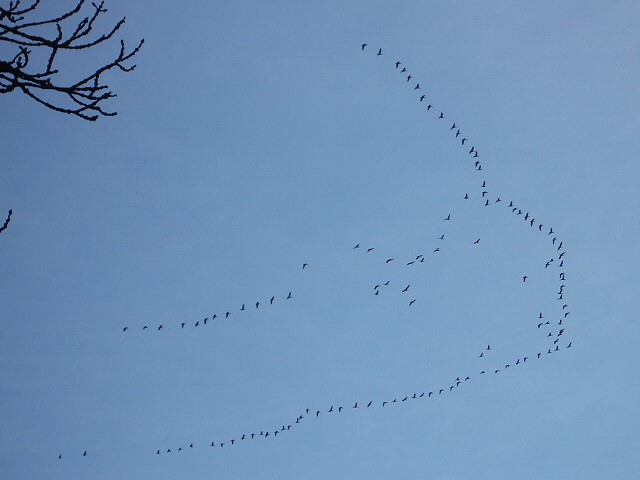
Flyttfåglar använder sig av orienteringsförmåga för att genomföra sina säsongsbundna flyttningar från en världsdel till en annan. Studier indikerar att plogformationen förbättrar flockens orienteringsförmåga under flyttningen.

Orientering är den medvetenhet en individ har om sitt förhållande till tid och rum. Förmågan till sådan orientering är en del av individens mentala anpassning till omgivningen. Till denna förmåga hör även att kunna förflytta sig från en plats till en annan given plats. Ett exempel är brevduvors förmåga att veta vart de ska flyga.
Med orientering avses framför allt förmågan att vara medveten om var man förhåller sig rumsligt i en terräng (lokalsinne), för att därefter kunna röra sig i en given riktning, t.ex. ett visst väderstreck, eller mer allmänt att inse hur en fixpunkt förhåller sig geografiskt till en annan punkt. Till orientering räknas ofta också andra sådana förmågor, som tidsuppfattning och uppfattningen om hur ens egen person förhåller sig till andra personer, t.ex. hur lång tid det tar att förflytta sig från en punkt till en annan och hur lång tid som förflutit sedan en viss tidpunkt, eller för fåglar i fågelsträck hur långt det är till fågeln framför.